# خواباندن (روش پخت)

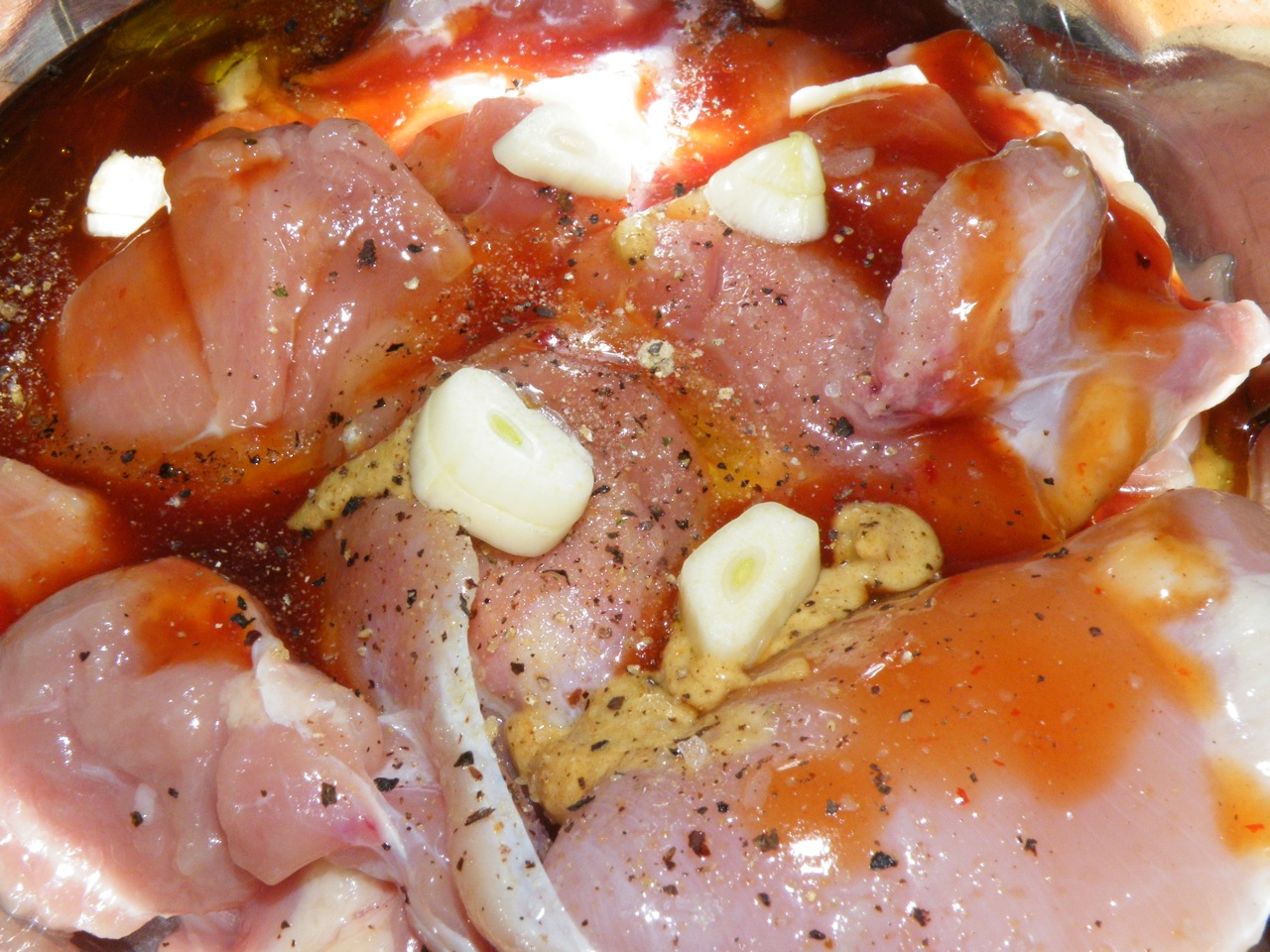
جوجه خوابانده شده

خواباندن یا ژفیدن یا ترچاشنیدن (فارسی تاجیکستان) یا اخته کردن (فارسی افغانستان) فرآیند خیساندن مواد غذایی در یک چاشنی، اغلب اسیدی و مایع پیش از پخت است. به انگلیسی به آن مرینِیت کردن (انگلیسی: to marinate) گفته می‌شود. 
خواباندن معمولاً برای طعم دادن به غذاها و ترد کردن گوشت استفاده می‌شود. این فرایند ممکن است چند ثانیه تا چند روز نیز به طول بینجامد و در روش‌های آشپزی مختلف مورد استفاده قرار می‌گیرد. مایع خواباندن اغلب شامل شراب، روغنها، گیاهان معطر و ادویه‌جات برای افزودن بیشتر طعم و عطر به مواد غذایی است.

به چاشنی مخلوط مایعی که معمولاً گوشت و ماهی را در آن می‌خوابانند تَرچاشنی یا ژفش گفته می‌شود. معادل انگلیسی آن مرینید(marinade) است.
استفاده از آب نمک در فرایند درست کردن ترشی اشاره می‌کند، که به روش افزودن عطر و طعم توسط غوطه‌ور شدن در مایع منجر گشت. مایع (سس) موردنظر، می‌تواند اسیدی بوده و از مواد همچون سرکه، آب لیمو، شراب یا آنزیمی (که از مواد اولیه همانند آناناس یا پاپایا ساخته شده) تشکیل شده باشد.